# Azzedine Azzouzi
Mohamed Azzedine Azzouzi (arab. ‏عز الدين عزوزي‎; ur. 20 września 1947) – algierski lekkoatleta, olimpijczyk.

## Kariera
Wystąpił na Letnich Igrzyskach Olimpijskich 1972 w dwóch konkurencjach – biegu na 800 m i biegu na 1500 m. W pierwszym z biegów dotarł do fazy półfinałowej, gdzie zajął 6. miejsce w swoim wyścigu (osiągnął 17. wynik półfinałów – 1:49,4). Na 1500 m odpadł już w eliminacjach, zajmując 7. miejsce w swoim biegu (3:46,4). Był to 48. rezultat wśród 66 startujących średniodystansowców. W Monachium był również chorążym reprezentacji Algierii podczas ceremonii otwarcia igrzysk.
Azzouzi zdobył brązowy medal Igrzysk Śródziemnomorskich 1971 w biegu na 800 m (1:48,2). Na mistrzostwach Maghrebu zdobył indywidualnie trzy medale. W 1973 roku wywalczył złoto w biegu na 1500 m (3:50,1), a w latach 1971 i 1973 zajął trzecie miejsce w biegu na 800 m (jego wyniki to odpowiednio: 1:50,1 i 1:54,0).
Indywidualnie osiągnął pięć tytułów mistrza kraju. Zdobył złote medale w biegu na 800 m (1969, 1972), biegu na 1500 m (1972, 1973) i biegu na 400 m przez płotki (1968).
Rekordy życiowe: bieg na 800 m – 1:47,8 (1972); bieg na 1500 m – 3:40,9 (1973), bieg na 5000 m – 13:49,8 (1977). Był trzynastokrotnym rekordzistą Algierii w biegach na 800 m, 1000 m i 1500 m.